# 天保水滸伝
天保水滸伝（てんぽうすいこでん）は、天保から嘉永にかけて下総一帯で繰り広げられた飯岡助五郎一家と笹川繁蔵一家の騒擾を題材とした実録体小説、および同じ題材を元に作られた講談・浪曲等の演目。天保15年8月6日、下総国大利根河原で実際にあった「大利根河原の決闘」が物語のハイライトとなっており、飯岡助五郎や笹川繁蔵が実名で登場する。数ある演目の中でも特に文化史的に重要なのが講談で、初代宝井琴凌が自ら現地で採集した実話を元に拵えた。侠客を主人公にした侠客講談の皮切りであり、清水次郎長伝など、一連の侠客物が続々と作られるきっかけとなった。

## 実録体小説
陽泉主人尾卦伝述。嘉永3年の年紀が記された自序があり、『天保水滸伝』と題したものとしてはこれが最古となる。述者の陽泉主人尾卦は全くの正体不明の人物ながら、中村幸彦は「江戸の講談界に関係した人であろう」としている。

## 講談
初代宝井琴凌作。成立年代は判然としないものの、琴凌が新たな講談の材料を得るべく北関東に下向したのが安政元年。現地で侠客らの実話を採集して江戸に戻ったのが安政3年。この時点で「充分に纏めて材料と致し、スッカリ口馴らしも済んで」いたというものの、それが『天保水滸伝』という形にまとまるに当たっては五代目伊東陵潮の協力があったとされる。琴凌の子で北関東への下向にも同行していた四代目宝井馬琴が昭和3年に『都新聞』で語ったところによれば「上州で仕入れた国定忠次、下総で調べたのが笹川、勢力、飯岡の確執、しかしこの勢力富五郎の方は、まだ材料の足りない処がある、これを不満に思って居ります中に前申し上げた五代目陵潮が花栄時代に、旅から御難で帰って来たのが師走の寒空に単衣一枚、助けてくれと飛び込んで来た、旅は何処を廻ったといふと、これが矢張り下総で此人も同じく勢力や助五郎の事を調べてきた、いろいろ聞き合せて綴って見ると、不足の処もスッカリ判りましたので、今一度此材料を整理致し、面白い好い所を折衷して完全な読物になった、そこで琴凌がこれへ天保水滸伝といふ題を初めて命名したので御座います」。陵潮が琴凌の元に転がり込んだのが慶応3年の師走のこととされるので、『天保水滸伝』の成立はそれ以降ということになる。

## 浪曲
作者、成立年代とも不明。元々は講談の『天保水滸伝』をフシ付け（浪曲化）したものと考えられ、初代玉川勝太郎が得意とした。しかし、二代目玉川勝太郎の時代になって正岡容が脚色、「〽利根の川風袂にいれて」で始まる外題付けは勝太郎の名調子もあって一世を風靡し、昭和62年刊行の『日本大百科全書』では「近年では講談よりも、正岡容脚色の浪花節が二代玉川勝太郎の名調子によって著名である」と書かれるまでとなった（なお、正岡はこの件について随筆などでもほとんど言及しておらず、わずかに『雲右衛門以後』のあとがきで「玉川勝太郎のお家芸『天保水滸伝』は全段殆んど私の改訂作詞に拠って語られてゐる」と書いている程度。しかし、勝太郎は昭和29年に読売新聞に寄稿したコラムで「このネタは僕のものだが歌詞は彼がすっかり変えて、ご存知のような名文になった」「蔵が建った（それほどではないが…）現在の僕にしてくれたのは正岡容なのだから」と述べている）。

## 歌舞伎
河竹黙阿弥作。初演は慶応3年。初演時の名題は『群清滝贔屓勢力（むれきよたきひいきのせいりき）』。その後、『巌石碎瀑布勢力（がんせきくだくたきのせいりき）』と改題された。他の演目が「大利根河原の決闘」を物語のハイライトとしているのに対し、本作は笹川繁蔵の一の子分である勢力富五郎（役名は神力民五郎）を主役としており、民五郎が鉄砲腹を切る明神山での闘いが物語のハイライトとなっている。神力民五郎を四代目中村芝翫が演じ、敵役の奇妙院を三代目中村仲蔵が演じた。芝翫の当たり狂言となり、明治時代には度々再演されたものの、昭和5年、七代目澤村宗十郎が演じたのが大歌舞伎の最後。

## 錦絵
実録体小説の『天保水滸伝』が著されて以降、『天保水滸伝』を題材とした錦絵が度々描かれており、以下はその主なものである。
- 近世水滸伝（1862年、文：仮名垣魯文、画：歌川豊国）
- 近世侠義伝（1865年、文：山々亭有人、画：月岡芳年）

なお、河竹黙阿弥は『群清滝贔屓勢力』の序文で「第二番目近世水滸錦畫基（だいにばんめはきんせいすゐこのにしきゑにもとづく）」とし、引きつづいて「芳年生が活筆の姿を写す侠客伝記」とあって、明神山での神力民五郎の鉄砲腹を描いた第二幕は月岡芳年の錦絵にインスパイアされたものであることを明かしている。

## 映画
日本映画草創期より『天保水滸伝』を題材とする映画が繰り返し作られており、以下はその主なものである。
- 天保水滸伝（1914年、監督：牧野省三）
- 天保水滸伝（1928年、監督：丘虹二）
- 天保水滸伝（1930年、監督：押本七之輔）
- 天保水滸伝（1931年、監督：押本七之助）
- 決戦大利根の暁（1932年、監督：橋本松男）
- 天保水滸伝（1934年、監督：松田定次）
- 天保水滸伝（1936年、監督：山本松男）
- 天保水滸伝 大利根の夜霧（1950年、監督：佐伯清）
- 天保水滸伝 利根の火祭（1952年、監督：安達伸生）
- 関八州大利根の対決（1957年、監督：志村敏夫）
- 天保水滸伝（1958年、監督：渡辺邦男）
- 血斗水滸伝 怒涛の対決（1959年、監督：佐々木康）
- 大利根無情（1960年、監督：的井邦男）
- 天保遊侠伝 代官所破り（1965年、監督：山内鉄也）
- 天保水滸伝 大原幽学（1976年、監督：山本薩夫）

この他、笹川側の用心棒である平手造酒を主人公としたものもあり、実際の作品数はもっと多い。